# Federazione calcistica della Slovenia
La Nogometna Zveza Slovenije (Federazione Calcistica Slovena, abbreviato in NZS) è la federazione slovena di calcio. È stata fondata nel 1920 e ha sede a Lubiana, come colori nazionali ha il bianco e il verde.
La NZS è affiliata alla FIFA e alla UEFA, confederazione alle cui competizioni partecipano le squadre di club e la nazionale slovena, dal 1992.